# トリニトロメタン
| トリニトロメタン | トリニトロメタン |
| ---------------- | ---------------- |
| 構造式           |                  |
| 別名             | ニトロホルム     |
| 分子式           | CH(NO2)3         |
| 密度と相         | 1.5967 g/cm3,    |
| 融点             | 15 ℃             |
| 沸点             | 45–47 ℃          |
| 爆薬としての性質 |                  |
| 危険性           |                  |

トリニトロメタン (trinitromethane) はニトロ化合物の一種で、メタンの水素原子を3個ニトロ基で置き換えた構造を持つ。爆薬として用いられる。
室温で結晶となる。水に溶けると強い黄色を呈する。急熱すると爆発する。炭素原子上の水素原子の酸性度が高く、各種金属塩をつくる。アセチレンに水銀触媒で白色発煙硝酸を作用させると生成する。

## カリウム塩
化学式 C(NO2)3−K+。黄色結晶。水に可溶、エタノールに難溶、エーテルに不溶。97–99°Cで爆発する。

## アンモニウム塩
化学式 C(NO2)3−NH4+。黄色針状結晶。約200°Cで分解する。